# Panaxia ocellata
Panaxia ocellata là một loài bướm đêm thuộc phân họ Arctiinae, họ Erebidae.